# Lagedi
Lagedi – miasteczko w Estonii, w prowincji Harju, w gminie Rae.
W mieście znajduje się prywatne Muzeum Walki o Niepodległość Estonii oraz położony na jego terenie Pomnik z Lihuli upamiętniający Estończyków, którzy walczyli o wolność Estonii w czasie II wojny światowej u boku Niemców.

## Ludność
| Rok                | 1959 | 1970 | 1979 | 1989 | 1996 | 2003 | 2008 | 2009 | 2010 |
| ------------------ | ---- | ---- | ---- | ---- | ---- | ---- | ---- | ---- | ---- |
| Liczba mieszkańców | 512  | 685  | 807  | 767  | 738  | 852  | 860  | 851  | 847  |